# Гизи, Эрнесто
Эрнесто Гизи (итал. Ernesto Ghisi; 3 апреля 1904, Триполи, Османская империя — 23 февраля 1984, Неаполь, Италия) — итальянский футболист, нападающий, наиболее известный по выступлениям за «Савойю» и «Наполи».

## Биография
Эрнесто начинал свою карьеру в «Неаполе». 6 ноября 1921 года он дебютировал в чемпионате Италии, отыграв встречу с «Путеоланой». В своей следующей игре, состоявшейся 20 ноября, форвард забил первый мяч в карьере, поразив ворота «Савойи». Именно «Савойя» и стала его следующей командой — Эрнесто начал играть за неё с 1922 года. В составе «савойцев» в сезоне 1923/24 нападающий стал вице-чемпионом Италии. Он покинул этот клуб в 1925 году, присоединившись к «Интернаполи». Отыграв там 1 сезон, Эрнесто ушёл в недавно созданную команду «Наполи». Он провёл 4 года в стане «адзурри», в том числе сыграв 7 матчей и забив 2 гола в первом сезоне реформированного в Серию А чемпионата (1929/30). Транзитом через «Вомеро» (клуб-преемник «Интернаполи»), Эрнесто вернулся в «Савойю», где и закончил с футболом в 1932 году.
Младший брат Эрнесто, Джузеппе Гизи (род. 1906) тоже играл в футбол. Братья вместе играли за «Интернаполи», «Наполи», «Вомеро» и «Савойю».

## Достижения
«Савойя»
- Вице-чемпион Италии (1): 1923/24